# (37143) 2000 VG44
2000 VG44 (asteroide 37143) é um asteroide da cintura principal. Possui uma excentricidade de 0.01017790 e uma inclinação de 2.57712º.
Este asteroide foi descoberto no dia 2 de novembro de 2000 por LINEAR em Socorro.